# Исабаль (озеро)
Исабаль (исп. Lago de Izabal) — озеро в восточной Гватемале (департамент Исабаль).

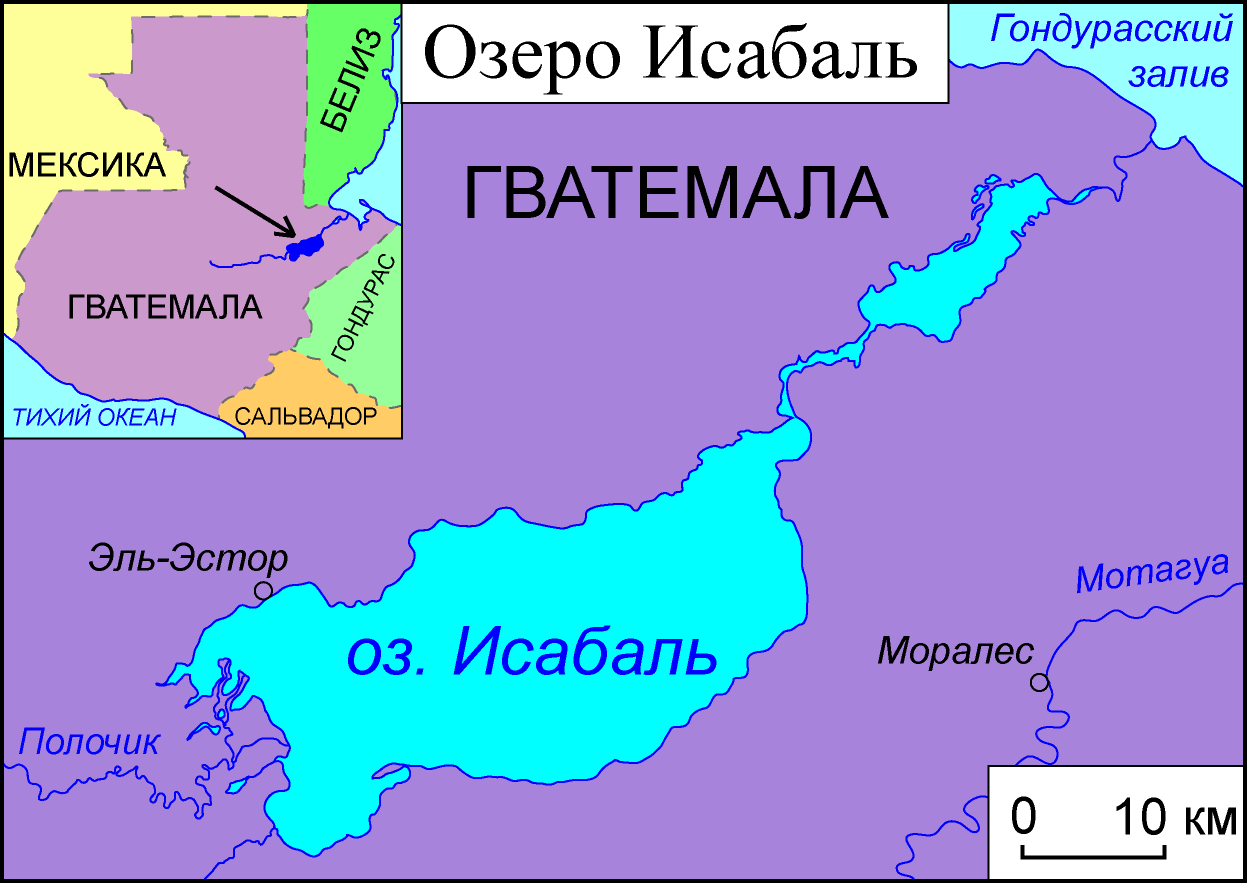

Площадь 589,6 км². Крупнейшее озеро Гватемалы. Глубина до 18 м. Расположено в низине между горами Санта-Крус на северо-западе, горами Минас и Исидро на юге. В озеро впадает река Полочик, сток через реку Рио-Дульсе и небольшое озеро Эль-Гольфете (исп. El Golfete) в Гондурасский залив (Карибское море).
В озере и по его берегам обитают ламантины, ревуны, различные виды птиц.
У места выхода реки Рио-Дульсе из озера сохранились остатки замка Сан-Фелипе (исп. Castillo de San Felipe), построенного в колониальный период для защиты от нападений пиратов. В то время на озере велась торговля продукцией, производимой во внутренних районах страны. Сохранились также остовы затонувших кораблей. Сейчас недалеко от озера добывают никелевую руду.
Населённые пункты на озере: Эль-Эстор.